# Perigonia lefebvraei
Perigonia lefebvraei är en fjärilsart som beskrevs av Lucas 1856. Perigonia lefebvraei ingår i släktet Perigonia och familjen svärmare. Inga underarter finns listade i Catalogue of Life.